# Prunus lusitanica
Prunus lusitanica, el lauroceraso de Portugal, laurel portugués, loro o hija, es una planta leñosa arbórea del género Prunus, nativa del sudoeste de Francia, península ibérica (España y Portugal), Macaronesia (Canarias, Madeira y Azores) y Marruecos.

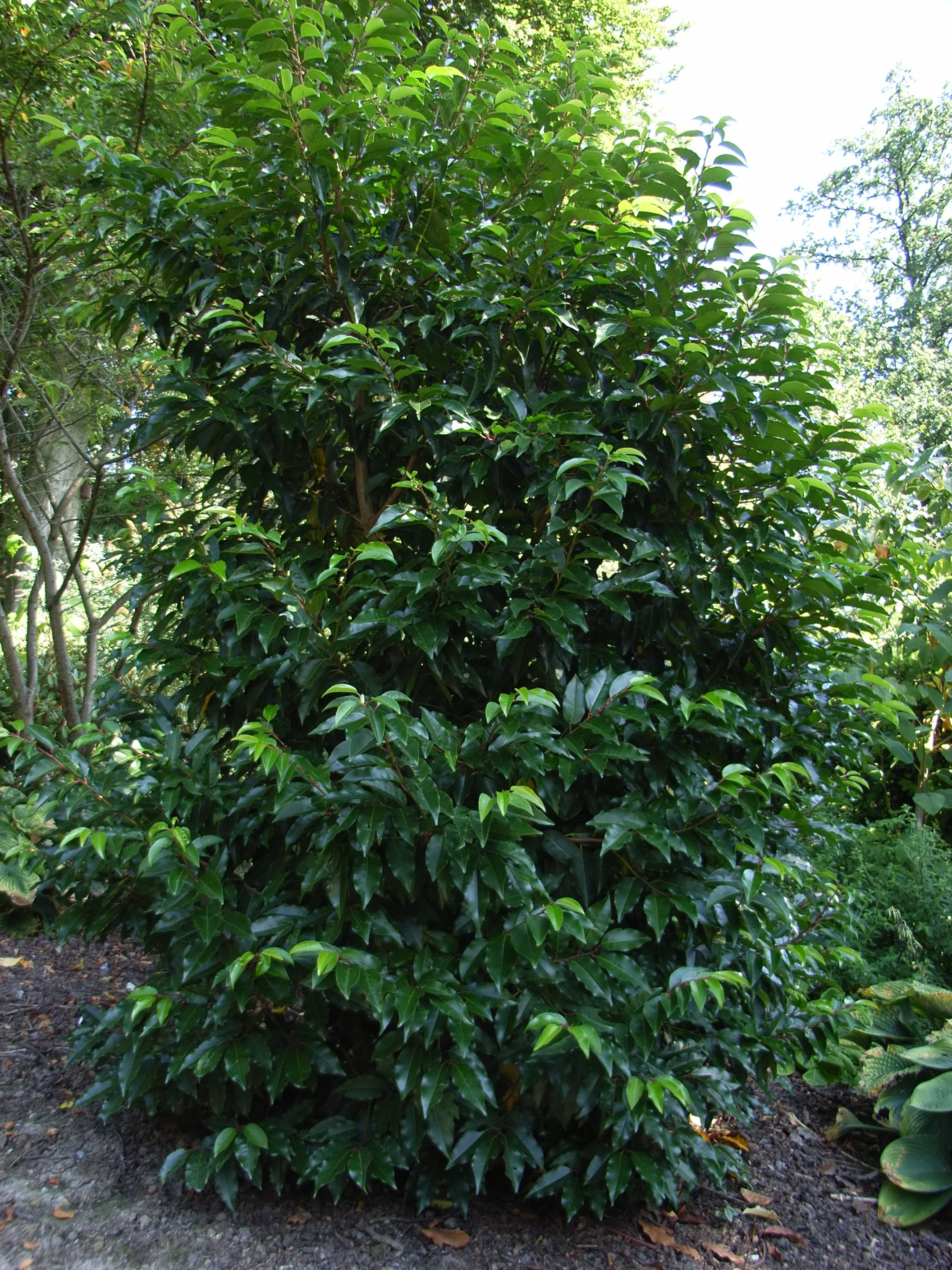
Vista de la planta.

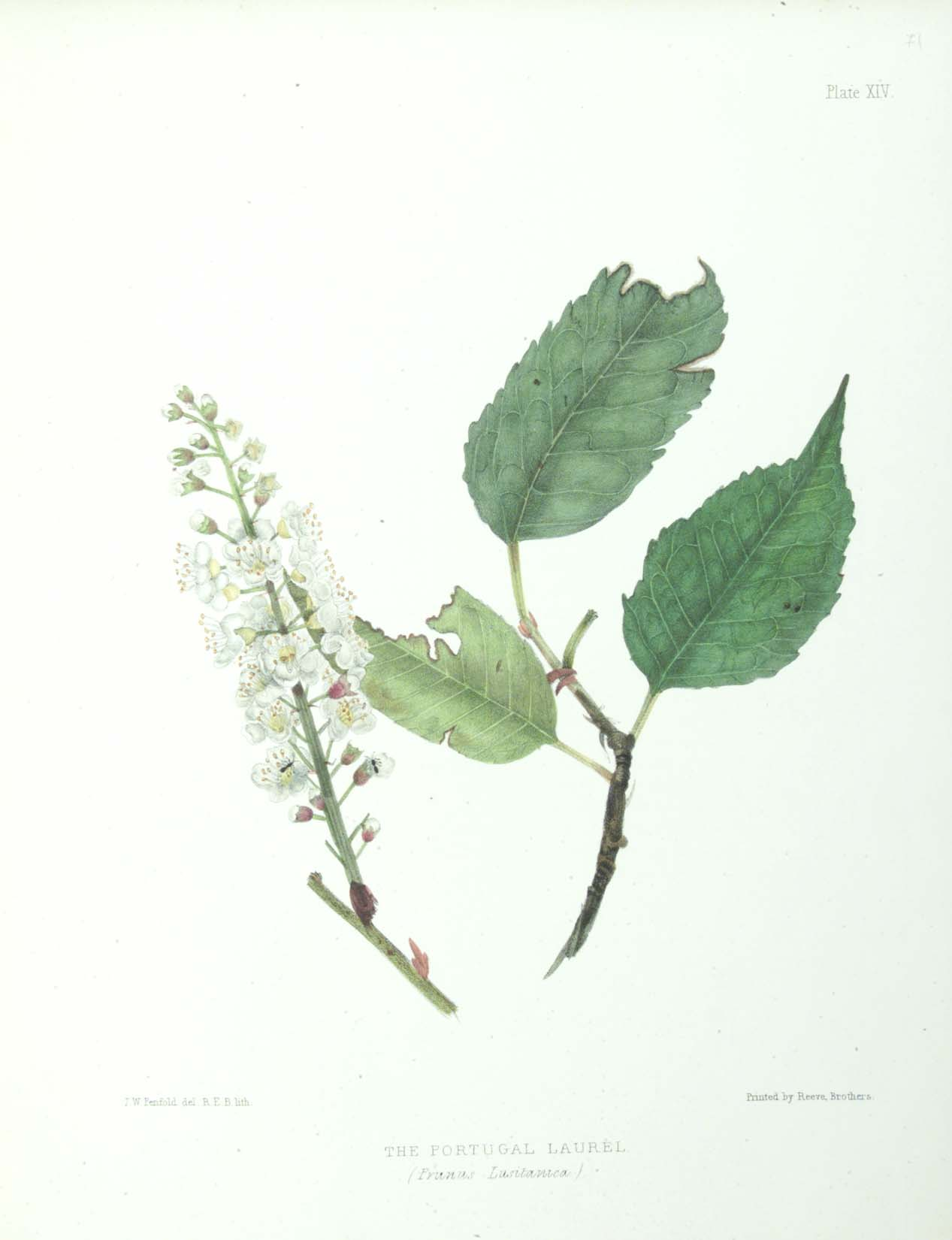
Ilustración.

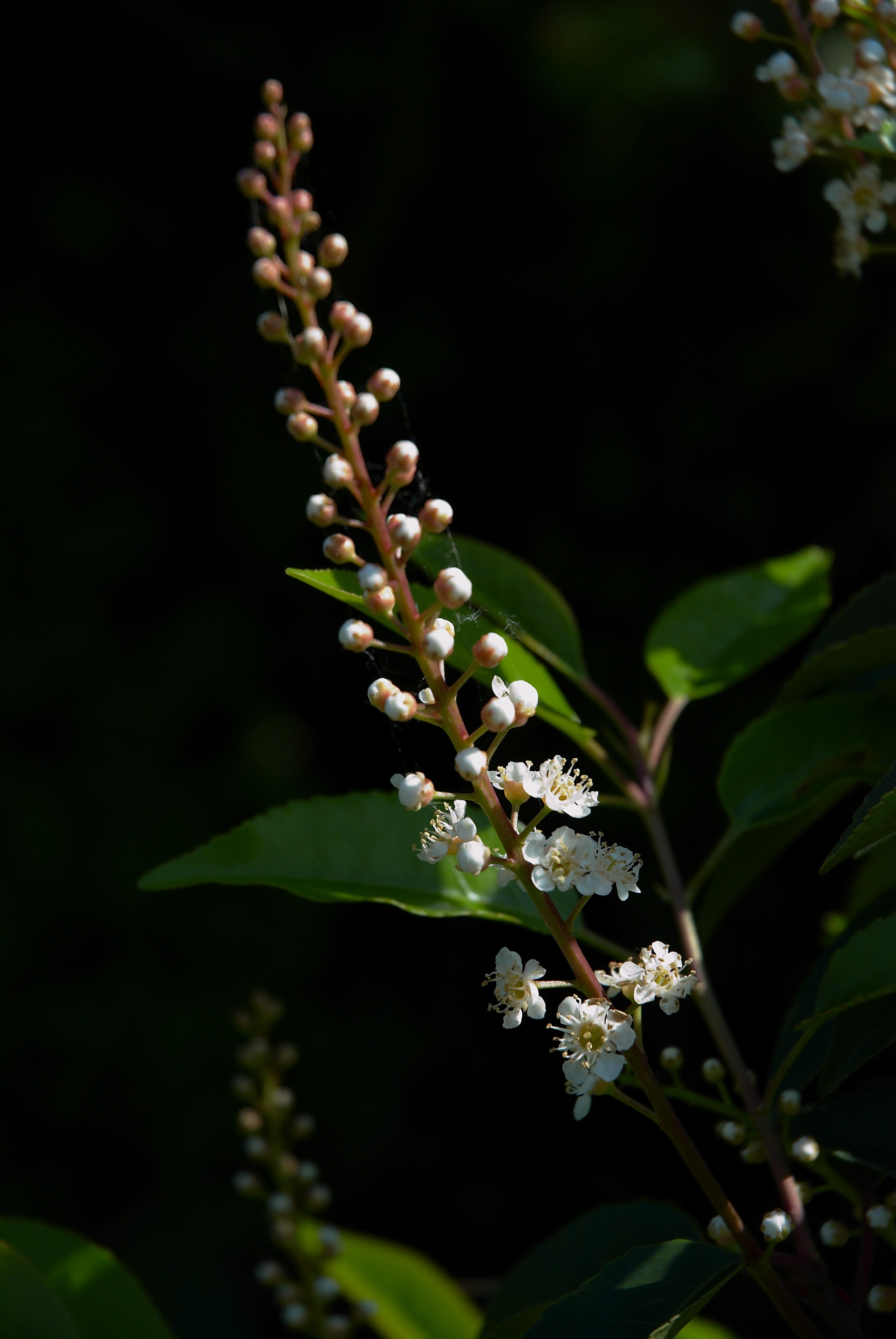
Inflorescencia.

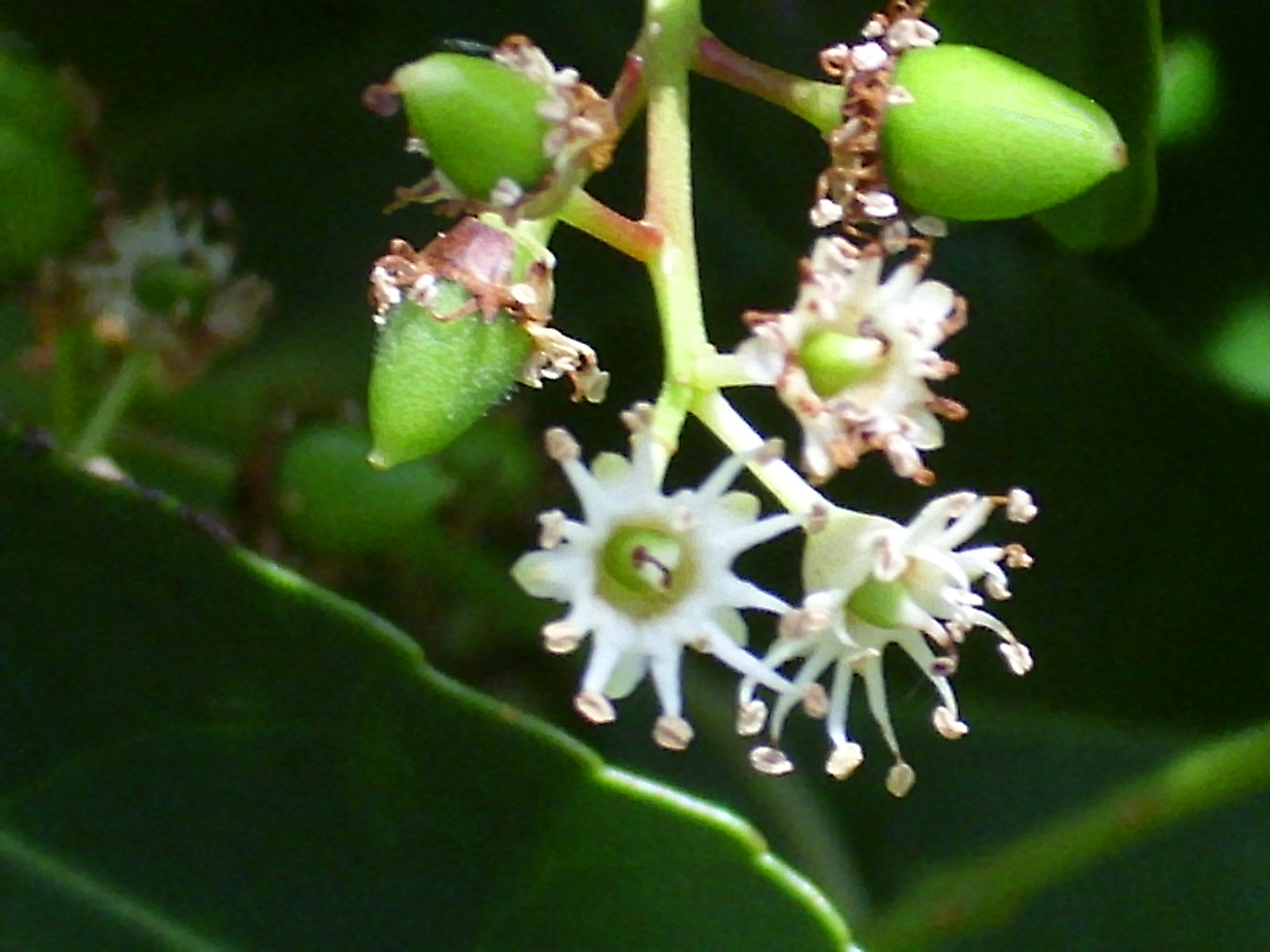
Detalle de la flor.

## Descripción
Es un árbol, en numerosas ocasiones con aspecto de arbusto, que alcanza los 15 m de altura. La corteza es pardo negruzca,  hojas  alternas, ovales, 7–12 cm de largo, 3–5 cm de ancho, con el ápice agudo y margen dentado, haz verde oscuro lustroso y envés verde claro sin brillo. Superficialmente posee el aspecto de un laurel Laurus nobilis.  Flores pequeñas (10-15 mm de diámetro) con cinco pétalos blancos pequeños; dispuestas en racimos de 5 –25 cm que se desarrollan entre los meses de marzo y julio.  El fruto es un drupa pequeña de 8–13 mm de diámetro, verde al principio, tornando a rojo y finalmente a negro al madurar, desde agosto hasta enero (según regiones y poblaciones). Sus semillas son dispersadas por aves (currucas, mirlos y zorzales).

## Distribución y hábitat
Es una planta escasa, su población ibérica (incluyendo vertiente francesa de los Pirineos) se estima en algo más de 31.000 ejemplares. Está considerado como una reliquia de los bosques de tipo laurisilva que en la península ibérica tuvieron gran importancia durante el Terciario. En la actualidad, en España existen pequeñas loreras en las sierras de Las Villuercas (7000 - 8000 ejemplares), Montes de Toledo (500), varios barrancos de la vertiente meridional de Gredos (600 - 700) y del Macizo del Montseny (1200). También hay poblaciones aisladas en León (800-900), Galicia (100-200), Asturias (<50), Cantabria (<50), País Vasco (<100) y Navarra (100-150) En canarias está presente en los bosques de Laurisilva. 
Requiere una gran humedad ambiental, especialmente edáfica por lo que vive habitualmente en orillas de arroyos y manantiales en áreas montanas. Localmente se desarrolla en suelos muy rocosos o incluso en pedreras. Tolera ambientes umbrosos pero crece y florece con mayor intensidad en áreas iluminadas. Se reproduce tanto sexualmente como clonalmente mediante rebrotes de cepa y de raíz y por acodos, llegando a conformar cepas de decenas de individuos conectados por el mismo sistema radical o/y ramas que en un momento dado han tocado el suelo y han desarrollado raíces.
En España y en Francia está catalogada como especie vulnerable.

### Cultivo y usos
Recientemente se ha incrementado su uso como planta ornamental y en setos arbustivos.  El fruto parece ser amargo y solo comestible para las aves pero no se ha constatado que sea tóxico.
Fue introducida y localmente naturalizada en zonas templadas del norte de Francia, Gran Bretaña, Irlanda, Nueva Zelanda y oeste de Estados Unidos: California, Oregón y Washington.

## Ecología y distribución de la especie
La distribución actual de la especie es dispersa y, generalmente, ligada a ambientes de temperaturas relativamente suaves y lluvias o nieblas frecuentes, que minimicen el periodo de sequía. Estas condiciones se suelen dar, preferentemente, en estaciones de media montaña mediterránea con influencia atlántica. También tienen predilección por los paisajes montanos y con relieve accidentado, entre los 180 y los 1.150 metros de altitud.
La especie se encuentra siempre ligada a cursos de agua, manantiales, gargantas umbrosas de montaña o pequeñas cascadas, que proporcionen al enclave un microclima de humedad ambiental elevada, ya sea de tipo atmosférico o edáfico.
En cuanto a requerimientos de suelo, la mayoría de estas poblaciones se encuentran en sustratos muy poco evolucionados o litosuelos (en algunos casos, incluso en canchales), por lo que se puede considerar poco exigente en este sentido, aunque también aparece en suelos desarrollados. Generalmente se encuentra sobre sustratos de pH ácido (granitos, cuarcitas, pizarras, areniscas…), aunque también es capaz de prosperar sobre rocas calcáreas, por lo cual no se puede considerar una especie estrictamente silicícola.

### Comunidades vegetales asociadas a las loreras peninsulares
En general, se puede decir que en su entorno abundan arbustos de hoja perenne y lauroide, como madroños, acebos, laureles y durillos, junto a árboles exigentes en humedad, caducifolios y, especialmente, subesclerófilos, como alisos, melojos, quejigos, castaños, fresnos, serbales (Sorbus torminalis) y arces (Acer monspessulanum). También suele haber brezos (Erica arborea, Erica scoparia y Erica lusitanica).
Sin embargo, en el sotobosque de las loreras más densas el número de fanerógamas herbáceas y pequeñas leñosas es escaso, por la ausencia de luz: Teucrium scorodonia, Carex elata, Cistus psilosepalus (raro) y Ruscus aculeatus.
Es característica, por el contrario, la presencia de elementos lianoides (hiedra, parra silvestre, nueza negra y Bryonia dioica) y multitud de helechos, como Pteridium aquilinum, Osmunda regalis, Blechnum spicant, Athyrium filix-femina, Dryopteris filix-mas y otros.
Con respecto a su biología reproductiva, se trata de una especie monoica, que florece a mediados de mayo o junio y cuya polinización puede ser entomófila o no, pero en cualquiera de los casos predomina la autofecundación. Los frutos maduran a finales de verano o principios del otoño y son dispersados, en parte, por pájaros, especialmente por currucas y mirlos. Como contrapunto al escaso reclutamiento por vía sexual, se da una intensa reproducción asexual, ya que los individuos presentan un potencial vegetativo enorme y son capaces de rebrotar de cepa tras el ramoneo, la tala o incluso después de un incendio. Así, gran parte de las poblaciones están formadas por rametes, es decir, ejemplares clónicos producidos por acodo o por rebrote de cepa.

## Taxonomía
Prunus lusitanica fue descrita por Carlos Linneo y publicado en Species Plantarum 1: 473, en el año 1753.
Etimología
Ver: Prunus: Etimología
lusitanica: epíteto geográfico que alude a su localización en Lusitania.
Variedades
Se aceptan tres subespecies en función de caracteres morfológicos que debieran ser revisados:
- Prunus lusitanica subesp. lusitanica. Europa continental y Marruecos.
- Prunus lusitanica subesp. azorica (Mouill.) Franco. Azores.
- Prunus lusitanica subesp. hixa (Willd.) Franco. Islas Canarias y Madeira.

Sinonimia
- Cerasus lusitanica  (L.) Dum. Cours.
- Laurocerasus lusitanica subsp. hixa (Willd.) Kunk.
- Laurocerasus lusitanica (L.) M. Roem.
- Padus eglandulosa Moench
- Padus lusitanica (L.) Mill.
- Prunus hixa Willd
- Prunus sempervirens Salisb.[13][14]

## Nombre común
- Castellano: azar, azarera, azarero, cornicabra, cornicalera, hija, laurel de Portugal, lauroceraso de Portugal, lauro de Portugal, lauro real, loro, palo del loro, palo de loro.[13]